# ONUMUZ Medaille
OUNMUZ was een vredesmissie van de Verenigde Naties in Mozambique. De afkorting ONUMOZ staat voor "Opération des Nations Unies au Mozambique". Zoals gebruikelijk stichtte de secretaris-generaal van de Verenigde Naties een van de Medailles voor Vredesmissies van de Verenigde Naties voor de deelnemers. Deze ONUMUZ Medaille wordt aan militairen en politieagenten verleend.